# Coordenadas galácticas
El sistema de coordenadas galácticas  es un sistema de coordenadas celestes centrado en el sol y alineado con el centro aparente de la Vía Láctea. El "ecuador" está alineado con el plano de la galaxia.
El sistema de referencia gira con el Sol alrededor de la galaxia. 
Las coordenadas son la longitud galáctica (l) y la latitud galáctica (b). 
La longitud galáctica se mide sobre el plano de la misma, en sentido antihorario a partir de la línea que une el Sol con el centro de la galaxia (0°{\displaystyle \leq \,l\,\leq }360°).
La latitud galáctica es el ángulo que forma el objeto con el plano de la galaxia. Se mide en grados positivos al norte y negativos al sur (-90°{\displaystyle \leq \,b\,\leq }90°).

El origen de coordenadas de este sistema se halla en las coordenadas ecuatoriales: ascensión recta = 17h 45m 37,224s, declinación = −28° 56′ 10,23″ (en la constelación de Sagitario, aunque el auténtico centro de la Vía Láctea —correspondiente a Sagittarius A*— se halla algo desplazado de este punto, en ascensión recta = 17h 45m 40.04s, declinación = −29° 00′ 28,1″ (coordenadas galácticas: l = 359° 56′ 39.5″, b = −0° 2′ 46,3″). El Polo Norte Galáctico se halla en las coordenadas: ascensión recta = 12h 51m 26,282s, declinación = +27° 07′ 42.01″ (en la constelación de Coma Berenices), y el Polo Sur Galáctico en las coordenadas: ascensión recta = 0h 51m 26,00s, declinación = -27° 7' 42,0" (en la constelación de Sculptor). Todas estas coordenadas se dan para la época J2000.
Si una noche cualquiera, se mira hacia la constelación de Sagitario, se estará mirando hacia el centro de la Vía Láctea. La banda blanquecina que cruza el cielo de un extremo a otro es la luz de miles de millones de estrellas del plano de la galaxia.  Obviamente esta banda pasa por la constelación de Sagitario. Viendo Sagitario y esta banda podemos imaginar nuestra posición (la de nuestro cuerpo) respecto a la galaxia. Podemos estimar así las coordenadas galácticas de cualquier objeto celeste que veamos. Por ejemplo, si algo está en dirección opuesta a Sagitario, su longitud galáctica será 180 grados. Si algún objeto celeste está cerca de la mancha blanquecina tendrá unos pocos grados de latitud galáctica. Con un poco de práctica se puede estimar con un error de unos 5 o 10 grados la longitud y latitud galáctica de cualquier objeto celeste.
A efectos observacionales, la latitud galáctica tiene una importancia fundamental. Cuanto más baja sea la de un objeto, más cerca estará del plano galáctico, por lo que estará más oscurecido por la materia interestelar y su estudio resultará más difícil. En los peores casos, de hecho, puede llegar a ser invisible o casi invisible en luz visible, y para su estudio hay que recurrir a otras longitudes de onda que no resulten tan afectadas por la materia interestelar. Esto explica la existencia de la zona vacía.
Además, en lo referido a galaxias exteriores a la nuestra, cuanto más alta sea la latitud galáctica de una galaxia, con un ángulo más abierto se verá la nuestra desde ella. Por ejemplo: desde las galaxias del Grupo Maffei —que se hallan muy próximas al ecuador galáctico—, la Vía Láctea se ve casi de canto, posiblemente no muy distinta a NGC 891. Desde el Cúmulo de Virgo o NGC 253 —muy cerca de los polos galácticos norte y sur, respectivamente—, nuestra galaxia se ve prácticamente de frente, con el aspecto que aparece en numerosas representaciones artísticas.